# Lipina (Olomouci járás)
Lipina település Csehországban, az Olomouci járásban. Lipina Domašov u Šternberka, Šternberk és Horní Loděnice településekkel határos. Lakosainak száma 175 fő (2024. január 1.).

## Népesség
A település lakosságának változását az alábbi diagram mutatja:
| Lakosok száma | 371  | 333  | 318  | 201  | 129  | 113  | 174  | 175  | 166  | 175  |
|               | 1869 | 1890 | 1921 | 1950 | 1980 | 2001 | 2017 | 2019 | 2022 | 2024 |